# Running in the Family
Running in the Family è un album del gruppo musicale britannico Level 42, pubblicato dall'etichetta discografica Polydor nel 1987.
Contiene tra l'altro il brano omonimo, pubblicato poco prima su 45 giri, e Lessons in Love, singolo di successo pubblicato durante l'anno precedente.

## Tracce
1. Lessons in Love – 4:04
2. Children Say – 4:53
3. Running in the Family – 6:12
4. It's Over – 6:02
5. To Be with You Again – 5:19
6. Two Solitudes – 5:17
7. Fashion Fever – 4:35
8. The Sleepwalkers – 6:02
9. Freedom Someday (bonus track presente solo nei formati musicassetta e compact disc) – 6:20

## Formazione
- Mark King – basso e voce
- Mike Lindup – tastiera e voce
- Boon Gould – chitarra
- Phil Gould – batteria

### Altri musicisti
- Wally Badarou – tastiera e voce
- Gary Barnacle – sassofono in Lessons in Love
- Krys Mach – sassofono in Running in the Family